# アドゥール川

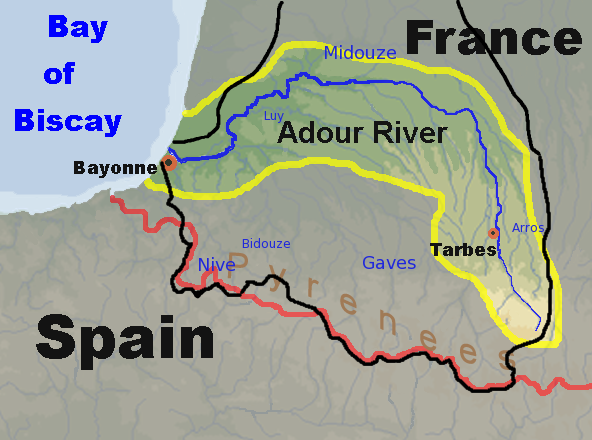
アドゥール川の流域

アドゥール川（アドゥールがわ、フランス語:Adour、ガスコーニュ語:Ador、バスク語:Aturri）は、フランス南西部を流れる川である。ピレネー山脈に発し、ガスコーニュ地方を横切ってビスケー湾に注いでいる。

## 名前の由来
バスク語の「（水）源」、ラングドック方言の「泉」を意味する語に由来している。ガスコーニュ語で「アドゥール」は「（水）源」、「水の流れ」を意味する。

## 流域の都市
- オート＝ピレネー県:タルブ、バニェール＝ド＝ビゴール
- ジェール県:リスクル
- ランド県:エール＝シュル＝ラドゥール、ダクス
- ピレネー＝アトランティック県:バイヨンヌ

## 支流
- ポー川
  - オロロン川
    - セゾン川
- ニーヴ川

## 生物
ヨーロッパの河川では数少ない、サケ（タイセイヨウサケ）の産卵が行なわれる川の1つである。